# 4Lyn
4Lyn est un groupe de nu metal allemand, originaire de Hambourg. Le groupe est formé en 1995 et enregistre son premier album, 4Lyn, publié en 2001. 2007 assiste à la sortie de leur album auto-produit, Compadres. En janvier 2008, le groupe publie l'album Hello chez Rodeostar Records et SPV. 4Lyn se sépare officiellement en 2013.

## Biographie
4Lyn commence son existence sous le nom de Headtrip en 1995. Ils enregistrent des démos et jouent localement, puis jouent au Ohrenschmaus Festival en 2000 à Hambourg, performance qui attire l'intérêt des labels.4Lyn est un acronyme ; 4 est le nombre de membres du groupe, et LYN signifie Loud Young Nobodies.
Ils enregistrent leur premier album éponyme, publié au label Motor Music, branche d'Universal Records en 2001, et tournent avec Papa Roach, Thumb, Therapy?, Cosmotron, et Dredg,. Ils enregistrent leur album suivant, Neon, au Danemark, puis tournent en Europe centrale. Ils quittent Motor Music et signent avec Edel Music pour leur troisième album, Take it as a Compliment, publié en 2004. 
En 2005, ils écrivent la chanson-thème intitulée Go Sea Devils pour les Hamburg Sea Devils, une équipe de football américain. 2007 assiste à la sortie de leur album auto-produit, Compadres. En janvier 2008, le groupe publie l'album Hello chez Rodeostar Records et SPV.. Puis, en cadeau aux fans les plus fidèles, le groupe publie l'album live Live in Hamburg, sur son site web. En mai 2008, le groupe annonce le départ de Rene Knupper. Son départ s'est fait d'un commun accord. Dennis Krüger se joint ensuite au groupe comme guitariste à plein temps. 
Leur dernier album, Quasar, est publié en mai 2012, et le groupe tourne en soutien à l'album. En 2013, le groupe publie un communiqué expliquant qu'il se sépare définitivement. Le groupe joue quelques concerts avant de séparer.

## Membres

### Derniers membres
- Ron « Braz » Clauß - chant
- René « Russo » Knupper - guitare
- Björn « Deee » Düßler - basse
- Sascha « Chino » Carrilho - batterie

## Discographie
- 2001 : 4Lyn
- 2002 : Neon
- 2004 : Take it as a Compliment
- 2005 : Compadres
- 2008 : Hello
- 2012 : Quasar